# Miroslava Tomášková
Miroslava Tomášková, coniugata Štaudová (19 febbraio 1927 – 18 giugno 2002), è stata una cestista cecoslovacca.

## Carriera
Con la Cecoslovacchia ha disputato tre edizioni dei Campionati europei (1950, 1952, 1956).